# José Domenech
José Domenech fue un dirigente sindical argentino de tendencia socialista. En las décadas de los años 1930 y años 1940 fue secretario general de la Unión Ferroviaria, el sindicato más poderoso del país en aquel entonces. Cuando la Confederación General del Trabajo (CGT) se dividió en 1942 fue elegido secretario general de la CGT N.º 1 que congregaba a los sindicatos que pretendían mantener la mayor autonomía posible de los partidos políticos. En 1943 fue uno de los dirigentes sindicales que buscó una alianza con sectores pro-obreros de las fuerzas armadas y que dio origen al peronismo, junto a Juan Atilio Bramuglia, abogado de la Unión Ferroviaria, entre otros.

## Trayectoria
Siendo socialista y  secretario general de la central, el ferroviario José Domenech, y muchos de los que retenían los cargos más importantes en la organización confederal, elegían priorizar al sindicato lo hacían a costa de abandonar o ignorar al partido. En 1944 se abre del partido tras acusar al Partido socialista por haber formado parte de los gobiernos de la Concordancia durante la década infame y por haber bloqueado sus iniciativas en favor de los obreros ferroviarios.
En 1943 el movimiento obrero argentino, el más desarrollado de América Latina por entonces, estaba dividido en cuatro centrales: CGT N.º 1 (mayoritariamente socialistas y sindicalistas revolucionarios) donde estaban los poderosos sindicatos ferroviarios, CGT N.º 2 (socialistas y comunistas), la pequeña USA (sindicalistas revolucionarios) y la ya casi inexistente FORA (anarquistas).  La CGT N.º 2 era dirigida por el también socialista José Domenech. En agosto de 1943 un grupo de sindicalistas propusieron crear una Secretaría de Trabajo, fortalecer la CGT y sancionar una serie de leyes laborales que aceptaran los reclamos históricos del movimiento obrero argentino. En esa reunión un entonces joven Perón intentó sintetizar el reclamo sindical definiéndolo como una política para dignificar el trabajo. A partir de entonces los coroneles Perón y Mercante comenzaron a reunirse sistemáticamente con los sindicatos. El 30 de septiembre de 1943 mantuvieron una reunión pública con 70 dirigentes sindicales.
El 12 de julio de 1945 fue el organizador de una multitudinaria convocatoria de la CGT bajo el lema «Contra la reacción capitalista». El acto se realizó como respuesta a la ofensiva patronal destinada a derogar las reformas laborales de iniciativa sindical que Juan Perón hizo sancionar cuando era Secretario de Trabajo (1943-1945) y en rechazo del  famoso Manifiesto del Comercio y la Industria de 321 organizaciones patronales, lideradas por la Bolsa de Comercio y la Cámara Argentina de Comercio que cuestionaban duramente la política laboral.
El acto sindical organizado por Domenech fue, según el historiador radical Félix Luna, la primera vez que los trabajadores comenzaron a identificarse como peronistas.
Según el historiador Hiroshi Matsushita fue Domenech quien, el 9 de diciembre de 1943, en una asamblea de obreros ferroviarios en Rosario, fue el primero en utilizar la frase «Perón es el primer trabajador argentino», definición que luego se constituiría en uno de los símbolos del peronismo.